# Riu d'Arinsal
El riu d’Arinsal és un riu del nord-oest d'Andorra que davalla per la parròquia de la Massana i és el principal afluent de la ribera d’Ordino, tributari de la Valira del Nord.
Recull les aigües de les valls del Comapedrosa, del Montmantell i dels estanys Forcats que conflueixen a prop d'Arinsal a Aigües Juntes. Més avall s'hi ajunten altres rius com el de la coma de Percanela. Després de passar per d’Arinsal rep pel marge dret, a la vora d'Erts, el riu de Pal i més avall, un cop depassats el Pui i la Massana, desemboca a la ribera d’Ordino, a prop de l’Aldosa.

## Capçaleres
Els principals cursos d'aigua tributaris del riu d'Arinsal són:
riu de Pal, que a l'oest, recull les aigües del carener entre el Cap de Cubil (2.364 m), el coll de la Botella (2.049 m) i l'Alt de la Capa (2.573 m).
riu de Coma Pedrosa, que davalla pel nord-oest des de l'estany Negre (2.630 m) i mena les aigües del cordal muntanyenc que tanquen els pics del Port Vell (2.653 m), Sanfonts (2.889 m), Baiau (2.885 m) i Comapedrosa (2.942 m).
riu del pla de l'Estany, que baixa pel nord i pren les aigües dels estany Forcats (2.710 m) sota els pics de Medacorba i Roca Entravessada, les que baixen dels estanys de Montmantell (2.771 m), sota el port d'Arinsal, i encara més cap a l'est les que baixen dels pic de Racofred (2.837 m), el pic del Pla de l'Estany (2.859 m) i el pic de les Fonts (2.748 m).
Per l'est, el carener entre el pic del Clot del Cavall (2.586 m) i el Roc de la Cauba (1.818 m), fa partió entre les valls d'Arinsal i d'Ordino.